# 다나카 히로야스
다나카 히로야스(일본어: 田中 浩康, 1982년 5월 24일 ~ )는 일본의 전 프로 야구 선수이며 야구 해설가이자 지도자이다. 현 요코하마 DeNA 베이스타스 1군 내야수비 겸 주루코치이다. 교토부 기즈가와시 출신이며 현역 시절 포지션은 내야수였다.

## 인물

### 프로 입단 전
초등학교 2학년 때부터 야구를 시작했고 고등학교 1학년과 2학년 때에 2루수로서 전국 고등학교 야구 선수권 대회에 출전한 경력이 있다. 고시엔 대회에서의 성적은 23타수 16안타 37타점을 기록했다.
고교 졸업 후 2001년 경에 와세다 대학에 입학하면서 1학년 춘계 시즌부터 주전 2루수를 차지해 도쿄 6대학 리그전의 모든 경기에 출장했다. 3학년 추계 시즌에는 베스트 나인에 선정되었고 아오키 노리치카와는 각각 1·2번 타자, 도리타니 다카시와는 2루와 유격수를 각각 맡아 주루와 공격, 수비를 모두 갖춰진 2루수로서 활약한다. 4학년 때는 주장을 맡아 도리타니가 빠진 이후에는 유격수도 담당했다. 역대 24번째가 되는 대학 통산 100개 이상의 안타를 때려냈고 통산 95경기 출장해 368타수 102안타, 타율 2할 7푼 7리, 6홈런, 44타점을 기록했다.
또, 대학 시절에는 1학년 춘계 시즌의 개막전인 메이지 대학과의 경기(1차전)에서 1번·2루수로 출전(참고로 4타수 4개의 삼진)한 이래 전 경기와 전 이닝을 출전한 상태에 4학년 추계 시즌을 맞이하는 등 ‘철인’이라고도 불렸다. 그러나 4학년 추계 시즌인 호세이 대학전에서 왼손에 사구를 받아 부상당해 그 후에도 경기 출전은 계속되었지만 찰과상의 영향으로 전 이닝 출장은 달성할 수 없었다. 2학년 때(2002년)에는 제1회 세계 대학야구 선수권 대회 일본 대표팀 선수로 발탁되었고 2002년과 2003년에는 2년 연속으로 미일 대학야구 선수권 대회 일본 대표팀의 선수로서 활약을 했다.
2004년 프로 야구 드래프트 회의에서 야쿠르트 스왈로스가 자유 획득 범위로 교섭권을 얻어 계약금 1억 엔에 성과급 지급 5,000만 엔, 연봉 1,500만 엔(금액은 추정)의 계약을 맺고 입단했다.

### 프로 입단 후

#### 2005년
입단 이후부터 시즌 개막을 1군에서 보냈지만 출전 기회를 얻지 못한 채 5월이 되면서 2군에 빠졌다. 한때는 부진에 시달렸지만 8월에는 2군에서 월간 MVP로 선정되었고 2군에서의 시즌 성적은 신인이면서도 타율 2할 8푼 6리의 성적을 남겼다.

#### 2006년
시범 경기에서는 기대 이상의 활약을 보였고 월드 베이스볼 클래식에서 부상을 당한 이와무라 아키노리의 부재도 있어 처음으로 2번·2루수로서 개막전 선발 엔트리에 올랐지만 이와무라의 복귀까지는 뚜렷한 결과를 남기지 못했다. 이후에는 그렉 라로카가 원래의 2루수에 들어가면서 포지션이 비어있지 않아 다시 2군에 내려갔다. 그러나 7월에는 미야모토 신야의 부상에 의해 공석이었던 유격수 자리를 차지하면서 1군에 승격되었다. 그 후 미야모토가 1군에 복귀하면서 일시적으로 선발 명단에서 제외되었지만 이번에는 라로카가 이탈하면서 결과적으로 1군에 정착, 정규 시즌에 처음으로 홈런을 날리는 등의 활약을 보여 9월에는 5번 타자로서의 출전도 이뤄졌다. 최종적으로는 75경기에 출전해 타율 2할 6푼 6리, 5홈런, 22타점을 기록했다.

#### 2007년
그 해에 라로카가 퇴단하면서 개막 이후부터 주전 2루수로서 기용되었다. 작년과 같이 시범 경기에서 호조를 보였고 시즌 개막 후인 5월 경에는 본래의 힘을 발휘하면서 팀의 주전으로 정착했다. 중반에는 2번·2루수로서 와세다 대학 시절에 1·2번을 짰던 1년 선배인 아오키와 다시 야쿠르트에서 1·2번을 짰고 8월 25일에는 자신의 첫 끝내기 적시타를 때려내는 등 팀에 없어서는 안될 선수로 급부상했다. 프로 3년째에는 처음으로 규정 타석을 채워 132경기에 출전하여 타율 2할 9푼 5리, 5홈런, 51타점 외에도 리그 최다인 51개의 희생타, 8개의 3루타를 기록하는 등 처음으로 베스트 나인에 선정되었다.

#### 2008년
개막 이후부터 3개의 안타를 때려내며 맹타상을 기록했고 4경기에서 11개의 안타를 때려내는 등 타율이 급상승해 4월 종료 시점으로 4할 대의 타율을 유지하고 있었다. 여름이 되면서도 3할 대의 타율을 유지하였고 후반기에는 갑작스럽게 무너지면서도 2할 9푼의 높은 타율을 남겼다. 수비에 관해서도 작년 시즌 8차례의 실책을 반감시키는 4차례의 실책으로 9할 9푼 5리의 수비율을 남겨 리그 1위를 기록했다. 팀에서는 유일하게 전체 144경기를 모두 출전했고 시즌 종료 후에는 수비의 관한 평가가 엇갈리면서 12개 구단에서는 처음으로 계약 갱신 보류자가 되었다. 그 해 8월에 개최된 베이징 올림픽 야구 일본 대표팀 1차 후보에 오르기도 했다.

#### 2009년
시즌 개막 이후부터 주전 2루수로서의 시즌을 맞이했고 당초에는 7번 타자였지만 가와시마 게이조의 부진으로 7월부터는 2번 타자로 활약했다. 8월까지는 타율 2할 8푼 2리로 예년과 같은 수준의 성적을 남겼지만 9월과 10월에 월간 타율이 1할 7푼 2리라는 낮은 타율로 부진에 시달려 결국 타율 2할 5푼 8리와 홈런 4개는 모두 개인 최저 성적으로 끝났다. 희생타의 성공률은 높았고 38개의 희생타는 리그 최다 희생타를 기록했다.
수비에서는 적극적인 플레이로 몇 차례나 팀을 구했고 7월 10일의 요코하마 베이스타스전에서 동점이었던 9회초 원아웃 1, 3루의 위기 상황에서 2루 직선 타구를 처리해 팀의 끝내기 승리로 연결했다. 실책은 3개에 불과했고 수비율 9할 9푼 6리는 2년 연속 2루수 부문에서 리그 최고 성적을 남겼다.

#### 2010년
개막 초부터는 타격 호조를 이루면서 시즌을 맞이해 팀은 극심한 빈타에 시달릴 정도의 침체를 겪고 있는 와중에도 3할 대의 타율을 유지하며 팀의 중심 타자로서 활약했다. 한때 타율이 개인 최고 성적이 되는 3할 2푼대까지 끌어 올려 처음으로 시즌을 통한 3할의 타율을 기록했다. 또, 장타력이 낮은 타자이면서도 리그 3위에 해당하는 67개의 볼넷을 선택하는 등 선구안의 장점을 발휘했고 개인 최고 출루율인 3할 8푼 5리를 기록했다.

#### 2011년
타격면에서의 부진이 계속되어 타율이 2할 5푼 2리라는 저조한 성적을 남겼다. 그런데도 리그 1위인 62개의 희생타(역대 3위)를 기록하는 등 2번 타자로서 팀 승리에 기여했다.

#### 2012년
팀의 새로운 방침에 따라 1번 타자로 지명되었다.

## 상세 정보

### 출신 학교
- 진세이가쿠엔 고등학교
- 와세다 대학

### 선수 경력
- 야쿠르트 스왈로스·도쿄 야쿠르트 스왈로스(2005년 ~ 2016년)
- 요코하마 DeNA 베이스타스(2017년 ~ 2018년)

### 지도자 및 기타 경력
- 후지TV 야구 해설 위원(2019년)
- 와세다 대학 야구부 코치(2019년)
- 요코하마 DeNA 베이스타스 2군 내야수비 겸 주루코치 (2020년 ~ 2021년)
- 요코하마 DeNA 베이스타스 1군 내야수비 겸 주루코치(2022년 ~ )

### 수상·타이틀 경력
- 베스트 나인 : 2회(2007년, 2012년) ※2루수 부문
- 골든 글러브상 : 1회(2012년) ※2루수 부문
- JA 전농 Go·Go상 : 1회(매직 글러브상 : 2009년 7월)

### 개인 기록

#### 첫 기록
- 첫 출장 : 2005년 4월 6일, 대 주니치 드래곤스 2차전(메이지 진구 야구장), 10회말에 스즈키 겐의 대주자로서 출장
- 첫 타석 : 2005년 4월 10일, 대 히로시마 도요 카프 3차전(히로시마 시민 구장), 7회초에 야마모토 다쓰키의 대타로 출장, 오타케 간으로부터 유격 땅볼
- 첫 안타 : 2005년 5월 4일, 대 주니치 드래곤스 5차전(나고야 돔), 7회초에 아사쿠라 겐타로부터 3루 내야 안타
- 첫 도루 : 2005년 5월 27일, 대 홋카이도 닛폰햄 파이터스 4차전(삿포로 돔), 9회초에 2루 안착(투수: 야노 사토시, 포수: 사네마쓰 가즈나리)
- 첫 선발 출장 : 2006년 3월 31일, 대 한신 타이거스 1차전(오사카 돔), 2번·2루수로 선발 출장
- 첫 타점 : 2006년 6월 11일, 대 후쿠오카 소프트뱅크 호크스 6차전(후쿠오카 Yahoo! JAPAN 돔), 2회초에 가미우치 야스시로부터 좌중간 적시 2루타
- 첫 홈런 : 2006년 8월 4일, 대 주니치 드래곤스 9차전(메이지 진구 야구장), 2회말에 사토 미쓰루로부터 좌월 2점 홈런
- 첫 희생타 : 2006년 8월 5일, 대 주니치 드래곤스 10차전(메이지 진구 야구장), 2회말 루이스 마르티네스로부터 투수앞 희생타

#### 기록 달성 경력
- 통산 200희생타 : 2011년 5월 17일, 대 홋카이도 닛폰햄 파이터스 1차전(삿포로 돔), 1회초에 다케다 마사루로부터 포수앞 희생타 ※역대 30번째
- 통산 250희생타 : 2012년 6월 22일, 대 요미우리 자이언츠 9차전(나가노 올림픽 스타디움), 1회초에 우쓰미 데쓰야로부터 투수앞 희생타 ※역대 14번째
- 통산 1000경기 출장 : 2013년 9월 29일, 대 요코하마 DeNA 베이스타스 23차전(메이지 진구 야구장) ※역대 461번째
- 통산 1000안타 : 2017년 7월 8일, 대 주니치 드래곤스 14차전(나고야 돔), 6회초에 오가사와라 신노스케로부터 중전 2점 적시타 ※역대 287번째[2]
- 통산 300희생타 : 2017년 8월 18일, 대 요미우리 자이언츠 16차전(도쿄돔), 1회초에 다구치 가즈토로부터 투수앞 희생타 ※역대 6번째

### 등번호
- 7(2005년 ~ 2016년)
- 67(2017년 ~ 2018년)
- 97(2020년 ~ )

### 연도별 타격 성적
| 연 도       | 소 속       | 경 기 | 타 석 | 타 수 | 득 점 | 안 타 | 2 루 타 | 3 루 타 | 홈 런 | 루 타 | 타 점 | 도 루 | 도 루 자 | 희 생 번 | 희 생 플 | 볼 넷 | 고 4 | 사 구 | 삼 진 | 병 살 타 | 타 율 | 출 루 율 | 장 타 율 | O P S |
| ----------- | ----------- | ----- | ----- | ----- | ----- | ----- | ------- | ------- | ----- | ----- | ----- | ----- | -------- | -------- | -------- | ----- | ---- | ----- | ----- | -------- | ----- | -------- | -------- | ----- |
| 2005년      | 야쿠르트    | 6     | 4     | 4     | 0     | 2     | 1       | 0       | 0     | 3     | 0     | 1     | 0        | 0        | 0        | 0     | 0    | 0     | 1     | 0        | .500  | .500     | .750     | 1.250 |
| 2006년      | 야쿠르트    | 75    | 248   | 214   | 23    | 57    | 12      | 0       | 5     | 84    | 22    | 1     | 1        | 12       | 2        | 19    | 0    | 1     | 47    | 11       | .266  | .326     | .393     | .719  |
| 2007년      | 야쿠르트    | 132   | 543   | 451   | 58    | 133   | 23      | 8       | 5     | 187   | 51    | 8     | 1        | 51       | 3        | 33    | 0    | 5     | 51    | 14       | .295  | .348     | .415     | .762  |
| 2008년      | 야쿠르트    | 144   | 604   | 510   | 61    | 148   | 19      | 1       | 5     | 184   | 50    | 4     | 7        | 34       | 4        | 45    | 1    | 11    | 72    | 8        | .290  | .358     | .361     | .719  |
| 2009년      | 야쿠르트    | 130   | 514   | 434   | 48    | 112   | 24      | 2       | 4     | 152   | 35    | 6     | 2        | 38       | 4        | 34    | 0    | 4     | 50    | 10       | .258  | .315     | .350     | .665  |
| 2010년      | 야쿠르트    | 140   | 637   | 516   | 64    | 155   | 16      | 2       | 4     | 187   | 54    | 4     | 4        | 45       | 3        | 67    | 3    | 6     | 48    | 15       | .300  | .385     | .362     | .747  |
| 2011년      | 야쿠르트    | 142   | 619   | 511   | 57    | 129   | 13      | 2       | 1     | 149   | 40    | 2     | 3        | 62       | 3        | 40    | 0    | 3     | 63    | 9        | .252  | .309     | .292     | .600  |
| 2012년      | 야쿠르트    | 139   | 593   | 486   | 48    | 133   | 16      | 1       | 2     | 157   | 40    | 1     | 1        | 40       | 4        | 54    | 0    | 9     | 60    | 15       | .274  | .354     | .323     | .677  |
| 2013년      | 야쿠르트    | 97    | 252   | 227   | 22    | 51    | 7       | 0       | 0     | 58    | 14    | 1     | 1        | 6        | 1        | 17    | 1    | 1     | 32    | 6        | .225  | .280     | .256     | .536  |
| 2014년      | 야쿠르트    | 77    | 111   | 102   | 9     | 25    | 2       | 1       | 3     | 38    | 10    | 0     | 0        | 1        | 0        | 8     | 0    | 0     | 15    | 4        | .245  | .300     | .373     | .673  |
| 2015년      | 야쿠르트    | 82    | 151   | 134   | 13    | 27    | 3       | 1       | 1     | 35    | 11    | 3     | 0        | 4        | 0        | 11    | 0    | 2     | 18    | 4        | .201  | .272     | .261     | .533  |
| 2016년      | 야쿠르트    | 31    | 37    | 32    | 2     | 6     | 2       | 0       | 0     | 8     | 1     | 0     | 0        | 0        | 0        | 4     | 0    | 1     | 3     | 0        | .188  | .297     | .250     | .547  |
| 2017년      | DeNA        | 66    | 175   | 154   | 15    | 31    | 3       | 1       | 1     | 39    | 20    | 2     | 0        | 8        | 0        | 11    | 0    | 2     | 25    | 4        | .201  | .263     | .253     | .517  |
| 2018년      | DeNA        | 31    | 52    | 48    | 3     | 9     | 1       | 0       | 0     | 10    | 3     | 0     | 0        | 1        | 0        | 2     | 0    | 1     | 7     | 3        | .188  | .235     | .208     | .444  |
| 통산 : 14년 | 통산 : 14년 | 1292  | 4540  | 3823  | 423   | 1018  | 142     | 19      | 31    | 1291  | 351   | 33    | 20       | 302      | 24       | 345   | 5    | 46    | 492   | 103      | .266  | .332     | .338     | .670  |

- 굵은 글씨는 시즌 최고 성적.

### 연도별 수비 성적
| 연도        | 소속        | 1루   | 1루   | 1루   | 1루   | 1루   | 1루      | 2루   | 2루   | 2루   | 2루   | 2루   | 2루      | 3루   | 3루   | 3루   | 3루   | 3루   | 3루      | 유격  | 유격  | 유격  | 유격  | 유격  | 유격     | 외야  | 외야  | 외야  | 외야  | 외야  | 외야     |
| 연도        | 소속        | 경 기 | 척 살 | 보 살 | 실 책 | 병 살 | 수 비 율 | 경 기 | 척 살 | 보 살 | 실 책 | 병 살 | 수 비 율 | 경 기 | 척 살 | 보 살 | 실 책 | 병 살 | 수 비 율 | 경 기 | 척 살 | 보 살 | 실 책 | 병 살 | 수 비 율 | 경 기 | 척 살 | 보 살 | 실 책 | 병 살 | 수 비 율 |
| ----------- | ----------- | ----- | ----- | ----- | ----- | ----- | -------- | ----- | ----- | ----- | ----- | ----- | -------- | ----- | ----- | ----- | ----- | ----- | -------- | ----- | ----- | ----- | ----- | ----- | -------- | ----- | ----- | ----- | ----- | ----- | -------- |
| 2005        | 야쿠르트    | -     | -     | -     | -     | -     | -        | 2     | 1     | 1     | 0     | 0     | 1.000    | -     | -     | -     | -     | -     | -        | -     | -     | -     | -     | -     | -        | -     | -     | -     | -     | -     | -        |
| 2006        | 야쿠르트    | -     | -     | -     | -     | -     | -        | 51    | 80    | 129   | 5     | 21    | .977     | -     | -     | -     | -     | -     | -        | 20    | 23    | 58    | 5     | 6     | .942     | -     | -     | -     | -     | -     | -        |
| 2007        | 야쿠르트    | -     | -     | -     | -     | -     | -        | 132   | 278   | 389   | 8     | 61    | .988     | -     | -     | -     | -     | -     | -        | -     | -     | -     | -     | -     | -        | -     | -     | -     | -     | -     | -        |
| 2008        | 야쿠르트    | -     | -     | -     | -     | -     | -        | 144   | 359   | 489   | 4     | 85    | .995     | -     | -     | -     | -     | -     | -        | -     | -     | -     | -     | -     | -        | -     | -     | -     | -     | -     | -        |
| 2009        | 야쿠르트    | -     | -     | -     | -     | -     | -        | 130   | 314   | 414   | 3     | 81    | .996     | -     | -     | -     | -     | -     | -        | -     | -     | -     | -     | -     | -        | -     | -     | -     | -     | -     | -        |
| 2010        | 야쿠르트    | -     | -     | -     | -     | -     | -        | 140   | 317   | 468   | 9     | 98    | .989     | -     | -     | -     | -     | -     | -        | -     | -     | -     | -     | -     | -        | -     | -     | -     | -     | -     | -        |
| 2011        | 야쿠르트    | -     | -     | -     | -     | -     | -        | 142   | 379   | 435   | 7     | 91    | .991     | -     | -     | -     | -     | -     | -        | -     | -     | -     | -     | -     | -        | -     | -     | -     | -     | -     | -        |
| 2012        | 야쿠르트    | -     | -     | -     | -     | -     | -        | 139   | 448   | 409   | 4     | 99    | .995     | -     | -     | -     | -     | -     | -        | -     | -     | -     | -     | -     | -        | -     | -     | -     | -     | -     | -        |
| 2013        | 야쿠르트    | -     | -     | -     | -     | -     | -        | 60    | 138   | 147   | 6     | 32    | .979     | -     | -     | -     | -     | -     | -        | -     | -     | -     | -     | -     | -        | -     | -     | -     | -     | -     | -        |
| 2014        | 야쿠르트    | 7     | 52    | 2     | 0     | 4     | 1.000    | 2     | 3     | 4     | 0     | 0     | 1.000    | 4     | 1     | 6     | 2     | 0     | .778     | -     | -     | -     | -     | -     | -        | -     | -     | -     | -     | -     | -        |
| 2015        | 야쿠르트    | 4     | 31    | 2     | 0     | 1     | 1.000    | -     | -     | -     | -     | -     | -        | -     | -     | -     | -     | -     | -        | -     | -     | -     | -     | -     | -        | 23    | 34    | 0     | 0     | 0     | 1.000    |
| 2016        | 야쿠르트    | 4     | 22    | 3     | 1     | 3     | .962     | -     | -     | -     | -     | -     | -        | -     | -     | -     | -     | -     | -        | -     | -     | -     | -     | -     | -        | -     | -     | -     | -     | -     | -        |
| 2017        | DeNA        | 5     | 21    | 0     | 0     | 4     | 1.000    | 42    | 88    | 100   | 1     | 24    | .995     | -     | -     | -     | -     | -     | -        | -     | -     | -     | -     | -     | -        | -     | -     | -     | -     | -     | -        |
| 2018        | DeNA        | 4     | 8     | 0     | 0     | 0     | 1.000    | 12    | 18    | 25    | 0     | 7     | 1.000    | -     | -     | -     | -     | -     | -        | -     | -     | -     | -     | -     | -        | -     | -     | -     | -     | -     | -        |
| 통산 : 14년 | 통산 : 14년 | 24    | 134   | 7     | 1     | 12    | .993     | 996   | 2423  | 3010  | 47    | 599   | .991     | 4     | 1     | 6     | 2     | 0     | .778     | 20    | 23    | 58    | 5     | 6     | .942     | 23    | 34    | 0     | 0     | 0     | 1.000    |

- 굵은 글씨는 시즌 최고 성적.